# Tây Cố
Tây Cố (tiếng Trung phồn thể: 西固區, Hán Việt: Tây Cổ khu) là một quận thuộc địa cấp thị Lan Châu (蘭州市) của tỉnh Cam Túc, Cộng hòa Nhân dân Trung Hoa. Quận này có diện tích 385 km2, dân số 336.000 người. Quận này cách trung tâm Lan Châu 20 km, nằm ở phía nam Hoàng Hà, phía tây của Lan Châu. có các đơn vị hành chính trực thuộc gồm nhai đạo, trấn, hương.